# Herbert Grundmann
Herbert Grundmann (ur. 14 lutego 1902 roku w Meerane, zm. 20 marca 1970 roku w Monachium) – niemiecki historyk, który badał zwłaszcza historię średniowiecza, a w szczególności religijne ruchy w tej epoce. Jako profesor wykładał historię średniowieczną na Uniwersytecie Albrechta w Królewcu i Westfalskim Uniwersytecie Wilhelma w Münsterze. W latach 1959–1970 był przewodniczącym Monumenta Germaniae Historica. W 1950 roku był redaktorem Archiv für Kulturgeschichte, jak również 8 i 9 wydania Gebhardt-Handbuch. Grundmann uważany jest za jedną z głównych postaci powojennej niemieckiej mediewistyki.

## Życiorys

### Młodość
Przodkowie Grundmanna byli drobnymi rolnikami i rzemieślnikami we wschodniej Saksonii. Jego ojciec z wykwalifikowanego handlowca przędzy awansował na współwłaściciela fabryki pończoch. Grundmann dystansował się od ojca i lepiej rozumiał się ze swoją matką. Łączyło go z nią zainteresowanie do muzyki, teatru i literatury. Od drugiego roku życia wychowywany bezwyznaniowo Grundmann dorastał w Chemnitz. W szkole był pod silnym wpływem wizji Oswalda Spenglera kulturalnego upadku w historii świata i nadchodzącej przyszłości. Możliwe, że podzielał również antydemokratyczne i elitarne poglądy Spenglera. Od 1908 roku uczęszczał do Höhere Knabenschule, a od 1912 roku do Realgymnasium. W młodości szukał w kręgu przyjaciół i w Christlichen Verein Junger Männer (Związek Chrześcijańskiej Młodzieży Męskiej) własnego dostępu do Ewangelii. Według jego późniejszego ucznia akademickiego Arno Borsta tutaj położono „najgłębszy korzeń dla jego życiowego dzieła”. W 1920 roku Grundmann zdał maturę z wyróżnieniem. W tym samym roku zmarła jego matka. Po ukończeniu szkoły zamierzał najpierw zostać dziennikarzem, jednakże odrzucił tę myśl na rzecz studiów uniwersyteckich.

### Studia
Jego ojciec pragnął, żeby jedyny syn pewnego razu przejął interes. Grundmann niechętnie rozpoczął studia w semestrze letnim w 1921 roku na wydziale ekonomii politycznej Uniwersytetu w Lipsku. Jego zainteresowanie już w pierwszym semestrze wzbudziła historia u Waltera Goetza, gospodarcza i społeczna historia u Alfreda Dorena, socjologia u Hansa Freyera, idealistyczna filozofia u Theodora Litta, a potem u Hansa Driescha i Johanna Volkelta. W lecie 1922 roku Grundmann spędził jeden semestr na Uniwersytecie Ruprechta i Karola w Heidelbergu, a latem 1923 roku także jeden semestr na Uniwersytecie Ludwika i Maksymiliana w Monachium. Główny nacisk kładł na literaturoznawstwo, duży wpływ na niego wywarł Friedrich Gundolf w Heidelbergu, a w Monachium Karl Vossler i Fritz Strich. W Heidelbergu z historią zaznajomili go Hermann Oncken, Eberhard Gothein i Friedrich Baethgen, a w Monachium ponownie Oncken i Paul Joachimsen. Wykład Joachimsena na temat Vorgeschichte der Reformation („Okres poprzedzający reformację”) zainteresował go duchowymi i religijnymi ruchami w średniowieczu, co później stało się to głównym tematem jego późniejszych dzieł życia.
Jesienią 1923 roku wrócił do Lipska. Grundmann nie chciał już przejąć interesu ojca, który kilka lat później w czasie kryzysu gospodarczego zbankrutował. Jego zainteresowania skierowały się raczej ku późnośredniowiecznemu światu duchowemu. Pobudzony przez Waltera Goetza i Johanna Kühna zaczął zajmować się religijnymi ideałami spirytualistycznych pobożnych 14 i 15 stulecia. 8 marca 1926 roku doktoryzował się u Goetza w Lipsku pracą teologiczno-hstoryczną na temat uczonego Joachima z Fiore pt. Summa cum laude. Całe życie zajmował się pracami Joachima z Fiore. Już w pracy doktorskiej zapowiedział wydanie trzech głównych dzieł Joachima z Fiore. Jednakże do końca życia nie udało mu się tego wydania ukończyć. Po otrzymaniu doktoratu Grundmann zagłębił się w tematykę zakonów i sekt 13 stulecia, jednakże nie miał w swojej pracy żadnego konkretnego planu życiowego. Jego promotor Goetz nakłonił go do habilitacji. W 1926 roku został stypendystą Institut für Kultur- und Universitätsgeschichte przy Uniwersytecie w Lipsku. Dzięki temu stypendium mógł odbyć podróże do Francji i Włoch. Kontynuował studia dotyczące zwolenników Joachima z Fiore i biblijnych komentarzy. Dzięki poparciu Ericha Brandenburga otrzymał w 1928 roku stanowisko redaktora w Komisji Historycznej przy Bawarskiej Akademii Nauk. Ta pożądana pozycja dała mu niezależność naukową. W Lipsku opracował akta Sejmu Rzeszy w Augsburgu z roku 1530 i okresu poprzedzającego go. W 1937 roku ożenił się z Annelies Scherrmann, która współpracowała z nim w Komisji Historycznej.
W 1931 roku opublikował rozprawę o historii średniowiecznych beginek, jako przygotowanie do swojego głównego dzieła o średniowiecznym religijnym ruchu. Grundmann udowodnił poprzez analizę dokumentów kolońskiej archidiecezji, jak również dokumentów biskupstw Münster, Osnabrück i Paderborn, że ruch beginek w tych rejonach (rejon języka dolnoniemieckiego) dzięki ochronie i poparciu legata papieskiego już przed XIII wiekiem bardzo się rozpowszechnił. Dzieło Religiöse Bewegungen des Mittelalters (Ruchy religijne średniowiecza) będące efektem dziewięcioletnich badań, zostało w 1933 roku przyjęte jako praca habilitacyjna. Była ona również nadzorowana przez Goetza i uważana jest do dzisiaj za standardowe dzieło Grundmanna. Liczne kolejne i uzupełniające pisma towarzyszące pracy habilitacyjnej zajmują się niemiecką mistyką, Mistrzem Eckhartem i kobietami w literaturze średniowiecznej. Poza tym badał znaczenie polityczne średniowiecznej myśli Świętego Cesarstwa Rzymskiego w kontekście niemieckiej historii. Jego zainteresowanie rodzi pytanie, dlaczego to wszystko powstało w granicach narodowości niemieckiej, a nie powstało również na wschodzie.

### Badania i działalność dydaktyczna w okresie narodowego socjalizmu
W listopadzie 1933 roku Grundmann był jednym z sygnatariuszy Bekenntnisses der Professoren an den deutschen Universitäten und Hochschulen zu Adolf Hitler und dem nationalsozialistischen Staat (Deklaracja profesorów uniwersytetów niemieckich i wyższych uczelni w sprawie Adolfa Hitlera i państwa narodowosocjalistycznego). List Jana Kuhna pokazuje go jako przekonanego zwolennika nazistowskiego ruchu i wielbiciela Adolfa Hitlera. Chociaż Grundmann przyjął „zjednoczenie ludu i przywództwo” Hitlera, nie był jednak członkiem NSDAP. Od października 1936 roku był aktywnym członkiem NSV (Narodowosocjalistyczna Ludowa Opieka Społeczna). Postawę Grundmanna powinny także wyjaśniać, według niektórych poglądów, liczne wiadomości radiowe ilustrujące jego „pozytywne światopoglądowe nastawienie” jako przewodniczącego Związku Niemieckich Docentów w Lipsku. Jednak treści transmisji nie można określić.
Nacjonalizm nie wpłynął na dalszą akademicką karierę Grundmanna. Od 1933 roku był docentem Uniwersytetu w Lipsku. Szczególną przyjaźń nawiązał z Hermannem Heimpel, który w 1934 roku objął katedrę po Sigmundzie Hellmannie, którego odwołano z tego stanowiska w związku z antysemickimi przepisami. Obaj interesowali się średniowieczną historią prądów intelektualnych i rozpoczęli edycję pism kanonika z Kolonii Alexandera z Roes. Także jego krytyka interpretacji przynależności niemieckiej Mistrza Eckharta dokonanej przez Ericha Seebergsa w Historischen Zeitschrift nie wpłynęła na jego dalszą karierę akademicką. W latach przed wybuchem wojny publikował rozprawy dotyczące historii i teologii Mistrza Eckharta, średniowiecznego rozumienia historii i kobiet w środowisku dworskim. W latach 1930 i 1940 zajmował się szczególnie kwestią „znaczenia państwa niemieckiego jako idei i rzeczywistości dla rozwoju państwa i narodu”. Kwestia ta powinna być punktem wyjściowym do badań nad „politycznymi formami i warunkami historii myśli niemieckiej i świadomości narodowej”. Prowadzone badania nie doprowadziły ostatecznie do żadnej publikacji. Do renomowanego zbioru biografii Die großen Deutschen (Wielcy Niemcy) napisał artykuł o Fryderyku II Hohenstauf i Mistrzu Eckharcie.
Po sześciu latach pracy jako privatdozent otrzymał jako znawca średniowiecznej historii prądów intelektualnych powołanie na Uniwersytet Albrechta i Ludwika we Fryburgu oraz Uniwersytet Albrechta w Królewcu. W semestrze letnim 1939 roku został następcą Friedricha Baethgena jako profesor zwyczajny historii średniowiecza w Królewcu. Baethgen polecił go jako swojego następcę. Sześć lat oczekiwania na mianowanie na profesora było w tym czasie okresem krótkim, gdyż wynosił wówczas dziesięć lat. W Królewcu Grundmann był promotorem dwóch prac doktorskich. Został członkiem Königsberger Gelehrten Gesellschaft. W wykładach, które nie zostały opublikowane zajmował się stosunkiem Kanta do historii, niemiecką polityką wschodnią w średniowieczu, historią hanzy i zakonu krzyżackiego. Po wybuchu wojny opublikował pracę dotyczącą wojsk zaciężnych w XII wieku. Poza tym zredagował rozdział „Das hohe Mittelalter und die deutsche Kaiserzeit” (Późne średniowiecze i okres Cesarstwa Niemieckiego) w drugim tomie Neuen Propyläen Weltgeschichte, które to wydanie przedstawia kompleksowo historię ludzkości. W tej pracy podkreślił różnorodność charakterów i ich przemiany w XII wieku. Dalszy przebieg wojny spowodował przerwanie jego badań. Początkowo nie został powołany do służby wojskowej z powodu wieku i osłabienia wzroku. Jesienią 1941 roku, był przez krótki czas w obronie przeciwlotniczej a jesienią 1942 został powołany do piechoty, gdzie wylądował w sztabowej szkole pisarzy w Królewcu. W lecie 1944 roku został powołany na kierowcę. W lutym 1945 roku, doznał poważnych obrażeń w lewym nadgarstku.
W czasie wojny odbył liczne trasy wykładowe. Po ataku Niemiec na ZSRR średniowieczna „polityka wschodnia” znalazła się w centrum uwagi. Grundmann argumentował w wykładach do żołnierzy i członków SS narodowe perspektywy na podstawie średniowiecza. Na wschodzie, występował jako prelegent przed jednostkami Wehrmachtu. Podróże z wykładami dla Wehrmachtu uważał za usługi intelektualistów dla dobra wyniku wojny. W 1943 roku referował w placówce szkoleniowej SS w Bad Tölz, wraz z Ernstem Anrichem, Güntherem Franzem, Fritzem Rörigem na temat Reich und Kaisertum des Mittelalters (Rzesza i cesarstwo w średniowieczu). Wykład został opublikowany w następnym roku w kolekcji SS-Hauptamtes (Głównego Urzędu SS). Grundmann był zadowolony, że przyczynił się swoimi wykładami do położenia podwalin do „ideologicznej edukacji”. Liczne wypowiedzi Grundmanna w latach wojennych wykazują wysoki stopień identyfikacji z historycznym wizerunkiem reżimu nazistowskiego. W liście z 1943 roku do historyka Alfreda Heußa opisał swoje wrażenia z podróży przez okupowany Białystok. Pomimo zbrodni nazistowskiego reżimu wobec Żydów i Słowian dalej trwał w swoich nazistowskich poglądach.
Grundmann był przekonany o wyższości narodu niemieckiego, zwłaszcza wobec narodów Europy Wschodniej. Średniowieczną politykę Rzeszy porównywał do nazistowskiej polityki podboju. Słowianom odmawiał zdolności do prowadzenia polityki. Jego zdaniem niemieccy królowie już w średniowieczu dali „podstawę prawną do interwencji”. Obecna okupacja Polski była dla niego uzasadniona. Dlatego też wspierał politykę wschodnią Hitlera.
Jeszcze podczas wojny, w lecie 1944 roku, Grundmann został następcą Gerda Tellenbacha jako profesor zwyczajny na Westfalskim Uniwersytecie Wilhelma w Münsterze. Wybór Grundmanna odbiegał od ogólnie przyjętego wyboru spośród trzech kandydatów, uważano bowiem, że tylko Grundmann mógł powetować „wielką stratę, którą poniósł wydział po odejściu pana Tellenbacha”.

### Po 1945 roku: profesor w Münsterze i przewodniczący Monumenta Germaniae Historica
W lipcu 1945 Grundmann został zwolniony z angielskiej niewoli i powrócił do Westfalii. Został sklasyfikowany jako członek spoza partii nazistowskiej, czyli był „nieobciążony” i mógł kontynuować karierę nauczyciela w Münster. Wykład z Bad Tolz nie pojawił się w jego publikacjach i znajduje się w archiwum uniwersytetu lipskiego jako „niepublikowane”. W 1946 roku, Grundmann wstawił się za swoim przyjacielem Hermannem Heimpel, który jako uczony był skompromitowany za swoją nazistowską przeszłość. W przeciwieństwie do swoich akademickich kolegów Gerda Tellenbacha czy Hermanna Heimpela, którzy nacjonalizm próbowali opracować publicystycznie, Grundmann przeszedł nad tym do porządku dziennego. Pierwsze opublikowane prace czerpały ponownie z pomysłów z czasów studiów. Grundmann opublikował stan badań dotyczących papieża Innocentego III, Joachima z Fiore i ruchów religijnych. Edycja pism Alexandra z Roes była kontynuowana. W 1949 roku, Grundmann we współpracy z Heimpelem wydał niemieckie tłumaczenie tych pism. W Münster był promotorem 33 prac doktorskich. Arno Borst i Kaspar Elm byli jego najwybitniejszymi uczniami w Münster. Jednakże Grundmann nie stworzył jako nauczyciel żadnego kręgu uczniów. Zatem nie można powiedzieć, że powstała „szkoła Grundmanna”.
W 1946 roku został wybrany członkiem Komisji Historycznej. Grundmann, w 1947 został członkiem kierownictwa  Monumenta Germaniae Historica (MGH). Po jego wyborze założył w Monumenta na podstawie Quellen zur Geistesgeschichte des Mittelalters (Źródeł historii prądów intelektualnych w średniowieczu) nowy dział i zajął się intelektualnym życiem średniowiecza. Pod jego kierownictwem ukazały się komentarze do apokalipsy franciszkanina Alexandra, wielkie historyczno teologiczne dzieło Ruperta z Deutz De victora verbi Dei, Praecepta dictaminum Adalbertusa Samaritanusa, najstarszy średniowieczny podręcznik sztuki pisania listów i Sermones Amarciusa. Jesienią 1958 roku urząd przewodniczącego MGH był ponownie do objęcia. Grundmann jako następca Friedricha Baethgena pokonał w wyborach Theodora Schieffera. Funkcję tę sprawował od 1959 roku aż do swojej śmierci. Grundmann został również mianowany honorowym profesorem na uniwersytecie w Monachium. W 1951 roku był z Walterem Goetzem i Fritzem Wagnerem redaktorem ponownego wydania Archiv für Kulturgeschichte (Archiwum Historii Kultury) i od 1956 roku redaktorem 8 i 9 wydania Handbuchs der deutschen Geschichte („Gebhardt“) (Podręcznika historii Niemiec). Napisał obszerny rozdział pt. „Wahlkönigtum, Territorialpolitik, Ostbewegung im 13. und 14. Jahrhundert” (Elekcyjność tronu, polityka terytorialna, wschodnie operacje w XIII i XIV wieku).
W 1957 ukazał się po raz pierwszy jego wykład na Uniwersytecie w Lipsku Vom Ursprung der Universität im Mittelalter („O początku uniwersytetu w średniowieczu”). Według tezy Grundmanna, korzenie powstających uniwersytetów około 1200 roku nie leżą w powszechnym dążeniu do edukacji czy w potrzebie kształcenia zawodowego. Impulsem do ich powstania nie były też państwowe, kościelne czy społeczno-ekonomiczne potrzeby, lecz gruntem ich powstania byli ludzie, którzy pragnęli „spontanicznej wiedzy i poznania w imię prawdy” chociaż niosło to niebezpieczeństwo, że nie będą lubiani i prowadzić to będzie do konfliktów ze społeczeństwem. Dalsze badania polegały na nierozwiązanych pytaniach dotyczących Joachima z Fiore, jego duchowości i odbioru jego myśli, jak również zagadnień średniowiecznych problemów. W 1961 roku jego główne dzieło Religiöse Bewegungen im Mittelalter („Ruchy religijne w średniowieczu”) zostało ponownie wydane. W 1963 roku opublikował Ketzergeschichte des Mittelalters („Historia herezji w średniowieczu”), w 1965 roku Geschichtsschreibung im Mittelalter („Historia piśmiennictwa w średniowieczu”). W 1968 roku opublikował biografię Joachima z Fiore.
W ostatnich latach Grundmann otrzymał liczne wyróżnienia. Został mianowany członkiem Accademia Nazionale dei Lincei w Rzymie, Akademii Inskrypcji i Literatury Pięknej w Paryżu i Société des Bollandistes w Brukseli. Był także członkiem Akademii w Monachium, Getyndze, Wiedniu i Lipsku. Grundmann zmarł w Monachium w 1970 roku na raka. Jego spuścizna została przeniesiona do archiwum Uniwersytetu w Lipsku i ma wielkie naukowe znaczenie historyczne okresu przejściowego 1933–1945, ponieważ w korespondencji z przyjaciółmi, kolegami i innymi zasiadającymi na uniwersyteckich katedrach jasno określa, czym Grundmann w tym czasie się zajmował.

## Twórczość
Głównym zainteresowaniem badań Grundmanna była duchowa pobożność w XIV i XV wieku. Dziełem Religiöse Bewegungen im Mittelalter („Ruchy religijne w średniowieczu”) udało mu się dokonać przełomu w nauce. Długi podtytuł pracy Untersuchungen über die geschichtlichen Zusammenhänge zwischen der Ketzerei, den Bettelorden und der religiösen Frauenbewegung im 12. und 13. Jahrhundert und über die geschichtlichen Grundlagen der deutschen Mystik („Badanie historycznych zależności między herezją, zakonem żebraczym i religijnym ruchem kobiet w XII i XIII wieku i o historycznych podstawach mistycyzmu”) powodują wyraźnie niepewne źródła i stan badań. Na początku pracy przedstawił następującą tezę: „Wszystkie ruchy religijne w średniowieczu zostały odzwierciedlone w zakonach lub heretyckich sektach”.
Celem pracy było „poznanie, przez które decyzje religijne ruchy organizowały się w system i formy średniowiecznego kościoła”. Powinny być kontynuowane badania „ruchów religijnych jako posiadających wspólny rodowód w oczekiwaniu, że przez to uzyskamy nowe informacje o ich religijnych działaniach i ich historycznym znaczeniu, szczególnie idee ewangelicznego ubóstwa i apostolskich kazań”. Z uwzględnieniem ruchu religijnego kobiet Grundmann wyprzedził swoją epokę. Według głównej tezy Grundmanna pod koniec XII wieku w różnych europejskich krajach występują na wzór początków chrześcijaństwa laickie ruchy ubóstwa. Były one w końcu przez Innocentego III włączone do Kościoła Katolickiego. Według jego badań chodzi o religijne ruchy należące do tego samego nurtu. Do ich powstania i zakończenia, prowadzenia życia w ubóstwie, decydującą rolę odegrała Ewangelia. Ruch religijny jest więc „religijną reakcją w szeregach klas rządzących przed rozwojem społecznym i gospodarczym”. Jego członkowie sprzeciwiali się” religii z powodu pokus i perspektyw naruszania doczesnej świeckiej kultury i poglądów”. Dotyczy to szczególnie kobiet, które przystąpiły do tego ruchu. Ich odejściem ze społeczeństwa chciały wyrazić swój protest.

## Efekt jego prac
Praca Grundmanna Religiöse Bewegungen im Mittelalter przyniosła lepsze zrozumienie herezji, wiedzy o zakonach, teologii i mistycyzmu. Książka oddziaływała kształcąco. Rezultat jego koncepcji zaczął się dopiero na Międzynarodowym Kongresie Nauk Historycznych w Rzymie w 1955 roku. Dzieło to zostało do teraz cztery razy wydane, a w 1995 roku przetłumaczono je na język angielski. Podobny efekt przedstawiają również jego studia nad historią Świętego Cesarstwa Rzymskiego i panujących w nim ideologii, uniwersytetów i formacji świeckich, jak również piśmiennictwa historycznego.
W następnych dziesięcioleciach badania Grundmanna zostały w części poddane krytyce. Zwłaszcza krytykowana była jego teza o powstaniu uczelni. Jego teoria „religijnego ruchu kobiet” staje się coraz bardziej kontrowersyjna. Teza Grundmanna o ocenie polityki kościelnej Innocentego III nie została zakwestionowana.
W NRD jego badania na temat „ruchów religijnych” były kontynuowane przez historyka z Lipska Ernsta Wernera. W Geschichte der Religiosität („Historia religijności”) Arnolda Angenendta (wydanej w 1997 roku) główny nacisk nie jest położony jak u Grundmann na „ruchy religijne”, ale doświadczenia religijne. Do tego wylicza nieziemskie moce, ludzkie społeczności (małżeństwo, wspólnota), elementy liturgiczne (grzech, pokuta, łaska) i umieranie, śmierć i życia po śmierci.

## Pisma (wybór)
- Ausgewählte Aufsätze (= Schriften der Monumenta Germaniae Historica. Bd. 25). 3 Bände. Hiersemann, Stuttgart 1976–1978, ISBN 3-7772-7613-8.
  - Tom 1: Religiöse Bewegungen 1976, ISBN 3-7772-7614-6.
  - Tom 2: Joachim von Fiore. 1977, ISBN 3-7772-7702-9.
  - Tom 3: Bildung und Sprache. 1978, ISBN 3-7772-7803-3.
- Geschichtsschreibung im Mittelalter. Gattungen – Epochen – Eigenart Vandenhoeck & Ruprecht, Göttingen 1965 (= Kleine Vandenhoeck-Reihe. tomy 209/210). (4 wydanie Kleine Vandenhoeck-Reihe. tom 1209). w tym samym miejscu w 1987, ISBN 3-525-33224-6. Digitalisat (BSB Digi 20)
- Religiöse Bewegungen im Mittelalter. Untersuchungen über die geschichtlichen Zusammenhänge zwischen der Ketzerei, den Bettelorden und der religiösen Frauenbewegung im 12. und 13. Jahrhundert und über die geschichtlichen Grundlagen der Deutschen Mystik (= Historische Studien. tom 267). Ebering, Berlin 1935 (Zugleich: Leipzig, Universität, Habilitations-Schrift, 1933), (Sonderausgabe. Reprografischer Nachdruck, 4 niezmienione wydanie. Wissenschaftliche Buchgesellschaft, Darmstadt 1977).